# لباس روزانه زنان
لباس روزان زنان (همچنین به عنوان WWD شناخته می‌شود) یک مجله تجاری در صنعت مد است که اغلب به عنوان «انجیل مد» شناخته می‌شود. این مجله آگاهی و اطلاعات در مورد تغییر روندها و اخبار فوری در صنایع مد، زیبایی و خرده فروشی مردانه و زنانه را ارائه می‌دهد. خوانندگان آن عمدتاً از خرده‌فروشان، طراحان، تولیدکنندگان، بازاریابان، سرمایه‌داران، مدیران رسانه‌ها، آژانس‌های تبلیغاتی، افراد اجتماعی و سازندگان روند تشکیل شده‌اند.